# Стъпални междукостни мускули
Стъпалните междукостни мускули, които са три на брой, се намират между предноходилни кости, но всеки мускул е завързан за една предноходилна кост.
Те водят начало от основните и средните страни на телата на третата, четвъртата и петата предноходилна кост, и са свързвани за средните страни на основи на първите фаланга на самотния пръст на крака, и вътре в апоневрозите на сухожилията на дългият сгъвач на пръстите на крака.
- Кости на десния крак.
- Мускули на петата на крака.